# Vilémov (Děčíni járás)
Vilémov település Csehországban, Děčíni járásban. Vilémov Lipová, Mikulášovice, Dolní Poustevna, Velký Šenov és Sebnitz településekkel határos. Lakosainak száma 859 fő (2024. január 1.).

## Népesség
A település lakosságának változását az alábbi diagram mutatja:
| Lakosok száma | 876  | 1174 | 1242 | 732  | 946  | 875  | 920  | 888  | 884  | 859  |
|               | 1869 | 1900 | 1921 | 1961 | 1980 | 2011 | 2016 | 2019 | 2021 | 2024 |